# Zamkowa (skała)

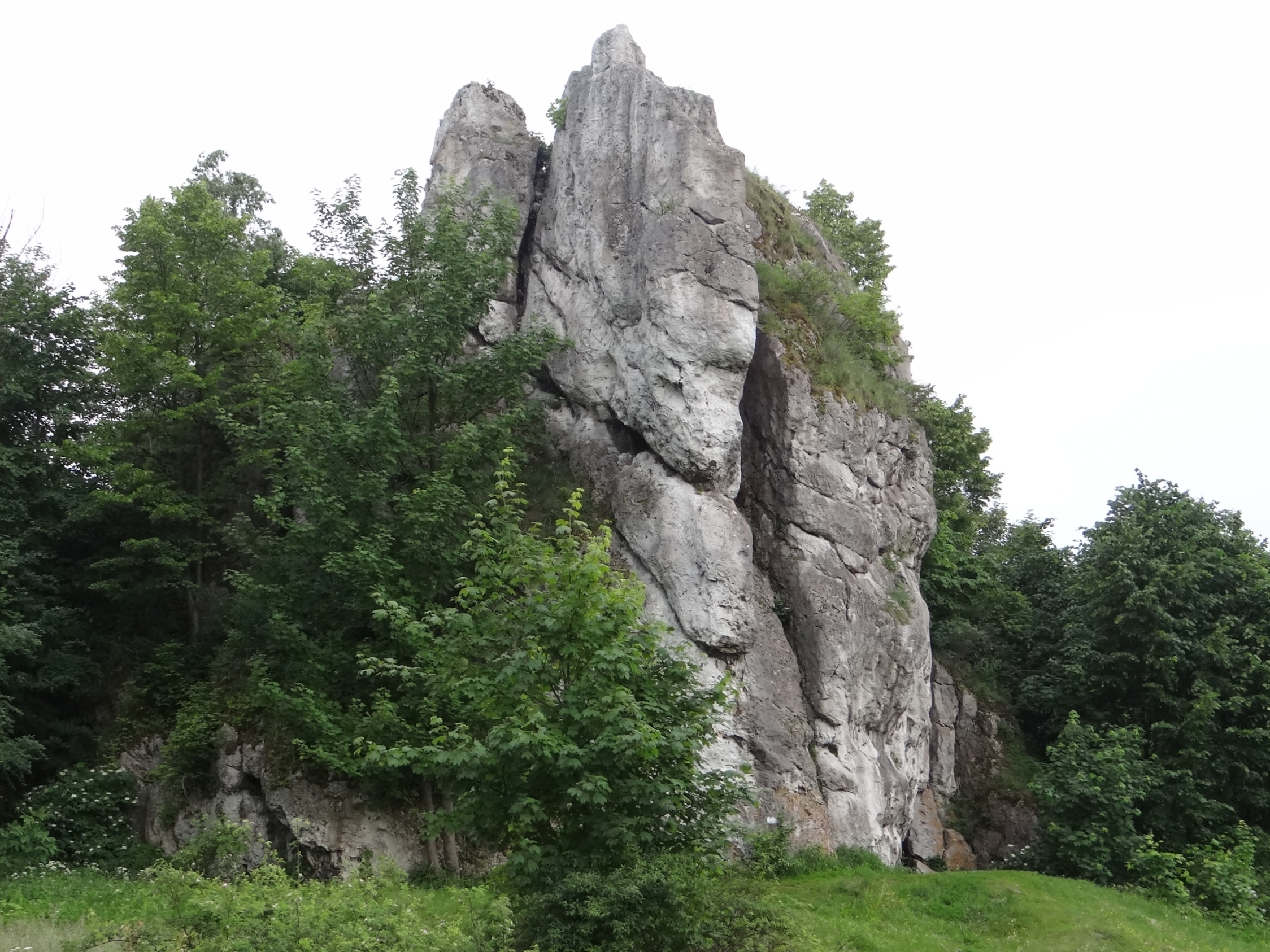

Zamkowa – skała we wsi Łutowiec w województwie śląskim, w powiecie myszkowskim, w gminie Niegowa. Pod względem geograficznym znajduje się na Wyżynie Mirowsko-Olsztyńskiej będącej częścią Wyżyny Częstochowskiej. 
Zamkowa wraz ze skałami Locha, Knur  i Warchlak tworzy tzw. Grupę Knura. Wznosi się jednak samotnie w odległości 70 m na zachód od pozostałych skał tej grupy. Cała grupa jest popularnym obiektem wspinaczki skalnej. Są to wapienne skały po północnej stronie zabudowań wsi. Zamkowa znajduje się na otwartej przestrzeni. Ma wysokość do 20 m, ściany pionowe z filarem i kominem. Wspinacze skalni poprowadzili na nich 9 dróg wspinaczkowych o trudności IV – VI.2+ w skali Kurtyki). & dróg posiada asekurację, bez asekuracji jest droga wiodąca kominem, oraz direttissima. 
Na szczycie Zamkowej zachowały się skromne pozostałości dawnej Strażnicy Łutowiec. 